# Octan geranylu
Octan geranylu to naturalny związek organiczny zaliczany do monoterpenów. Jest to bezbarwny płyn o przyjemnym kwiatowym lub owocowo-różanym aromacie. Octan geranylu jest nierozpuszczalny w wodzie, ale rozpuszczalny w niektórych rozpuszczalnikach organicznych, takich jak alkohol i olej.
Octan geranylu jest estrem, który można otrzymać półsyntetycznie przez prostą kondensację bardziej powszechnego naturalnego terpenu geraniolu z kwasem octowym.